# Transportstyrelsen

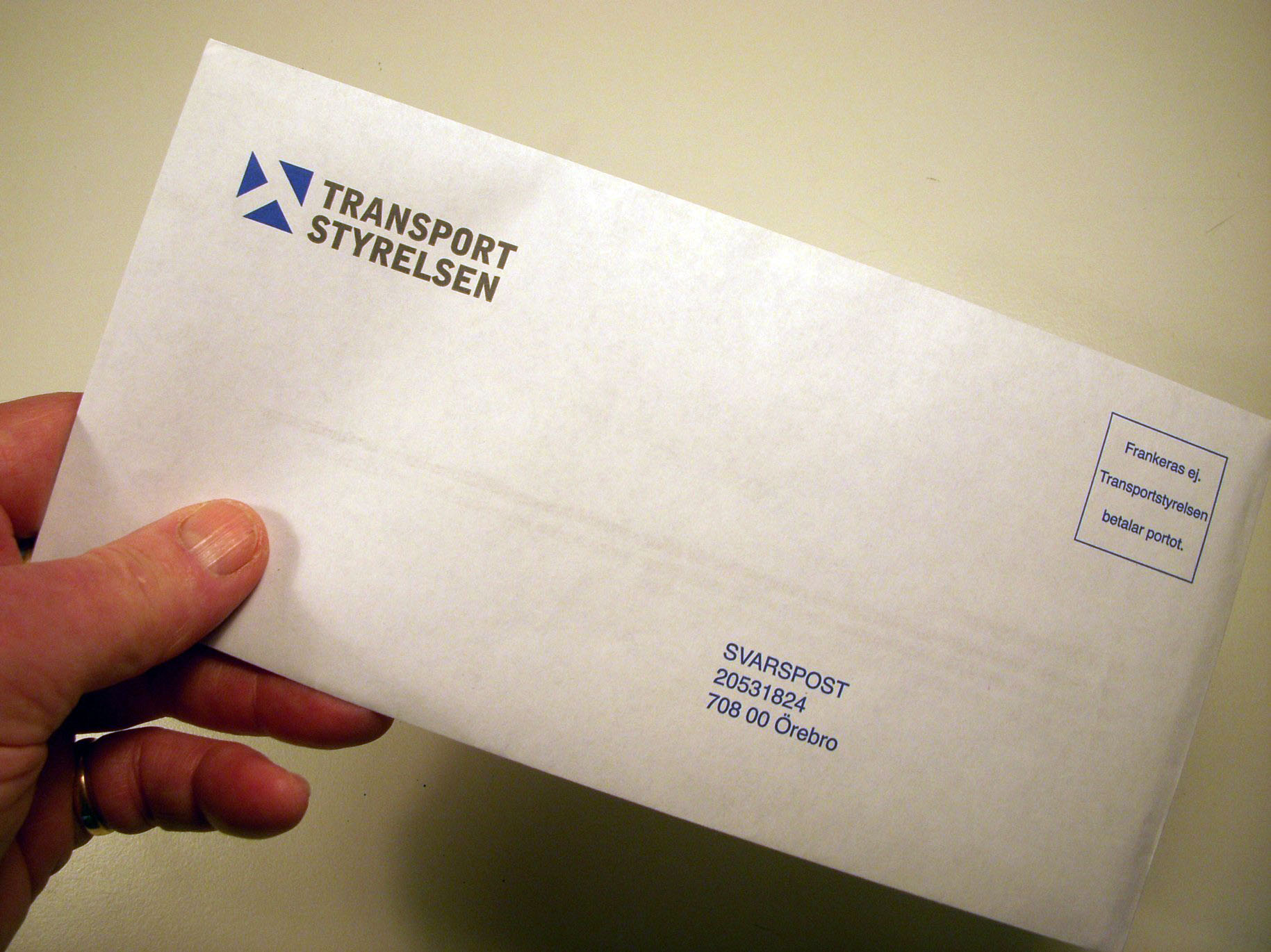
Svarspost till Transportstyrelsen.

Transportstyrelsen (TS) är en svensk statlig förvaltningsmyndighet, som sorterar under Landsbygds- och infrastrukturdepartementet och har till huvuduppgift att svara för regelgivning, tillståndsprövning och tillsyn inom transportområdet. Myndigheten inledde sin verksamhet den 1 januari 2009.
Staffan Widlert var myndighetens första generaldirektör och ersattes av Maria Ågren den 1 mars 2015. Hon ersattes 19 januari 2017 av Jonas Bjelfvenstam.
Myndigheten är från 1 oktober 2022 beredskapsmyndighet och ingår i beredskapssektorn transporter.

## Uppgifter
Myndighetens uppgifter rör trafiksäkerhet för vägtrafik, luftfart, sjöfart och spårbunden trafik samt registerverksamhet inom samma områden. Tidigare har dessa frågor behandlats i olika myndigheter för respektive trafikslag. Sedan den 1 januari 2010 har länsstyrelsernas uppgifter avseende körkort och behörigheter för yrkesmässig trafik överförts till Transportstyrelsen. Även ansvaret för tillsyn av företag som bedriver yrkesmässig trafik har överförts från Länsstyrelserna till Transportstyrelsen.

## Lokalisering
Transportstyrelsens huvudkontor finns i Norrköping, men verksamhet finns även på flera andra orter, huvudsakligen Borlänge och Örebro.

## Historia
Transportstyrelsen bildades 1 januari 2009 genom en sammanslagning av Luftfartsstyrelsen, Järnvägsstyrelsen, Sjöfartsinspektionen från Sjöfartsverket samt Vägtrafikinspektionen och Trafikregistret från Vägverket. Anledningen till bildandet av den nya myndigheten var koordination, kostnadseffektivisering och samarbete mellan trafikslag samt att motverka att utförande myndigheter granskade sig själva. Tidigare hade trafikverken mycket stor del av all makt inom sina verksamheter. Genom bildandet av Transportstyrelsen 2009, bröts den regelstiftande makten loss medan den verkställande    tilldelades det sedan i april 2010 inrättade Trafikverket. Även Stängselnämndens uppgifter har överflyttats till Transportstyrelsen.
Den utredning som föreslog bildandet av myndigheten, gav den namnet Transportinspektionen.
Under 2017 uppdagades det att Transportstyrelsen tillgängliggjort känslig information för personal från utlandet som inte var säkerhetskontrollerade. Driften av IT hade lagts ut på entreprenad utan att specificera att personalen skulle vara säkerhetsklassad. IBM vann upphandlingen och drev det med europeisk personal. Uppgifterna som ansågs särskilt känsliga med tanke på krig var de om vägar och broars viktklasser
I januari 2017 avgick Transportstyrelsens generaldirektör Maria Ågren med omedelbar verkan. Orsaken ska ha varit oenighet mellan Ågren och regeringen. Ågren ersattes av Jonas Bjelfvenstam. Den 6 juli blev det känt att Ågren utretts för att ha röjd sekretessbelagda uppgifter. Statsminister Stefan Löfven bekräftar detta samma dag. Efter ytterligare avslöjanden den 17 juli anmäldes statsministern och infrastrukturminister Anna Johansson till Konstitutionsutskottet. Detta ledde efter fler avslöjanden slutligen till att statsministern den 27 juli meddelade han ombildar regeringen. 

## Transportstyrelsens författningssamling
Innan Transportstyrelsen bildades beslutades föreskrifter av Järnvägsstyrelsen, Luftfartsstyrelsen, Sjöfartsverket och Vägverket. Järnvägsstyrelsens och Luftfartsstyrelsens författningssamlingar (JvSFS och LFS) upphörde den 1 januari 2009. Författningar publicerade i dessa författningssamlingar hanteras därför i sin helhet av Transportstyrelsen och finns på Transportstyrelsens webbplats.
Sjöfartsverkets författningssamling (SJÖFS) finnas kvar, eftersom Sjöfartsverket fortfarande ger ut föreskrifter och regler. Alla föreskrifter utgivna i SJÖFS och VVFS före den 1 januari 2009 respektive den 1 april 2010 finns på Sjöfartsverkets respektive Trafikverkets webbplats.
Transportstyrelsens författningssamling består av 
- Regler för järnväg tidigare utfärdade av Järnvägsstyrelsen och Järnvägsinspektionen
- Järnvägsstyrelsens trafikföreskrifter
- Författningar för luftfart
- Regler för sjöfart
- Regler för väg

## Generaldirektörer
- Staffan Widlert 2009–2015
- Maria Ågren 2015–januari 2017
- Jonas Bjelfvenstam 2017– (januari–juni 2017 vikarierande generaldirektör)

## Transportstyrelsens uppgifter i krig
Transportstyrelsen har en central roll i Sveriges totalförsvar och ansvarar för att säkerställa att transportsektorn fungerar effektivt även under krig eller höjd beredskap. Myndighetens uppgifter i sådana situationer inkluderar:
Uttagning av luftfartyg: För att möta behovet av luftfartyg i krigstid förbereder Transportstyrelsen i fredstid genom att planera för uttagning av luftfartyg. Detta innebär att myndigheten identifierar och förbereder vilka luftfartyg som kan tas i anspråk genom förfogande enligt förfogandelagen vid höjd beredskap. Det är viktigt att notera att ett beslut om uttagning i fredstid inte begränsar ägarens rätt att disponera över luftfartyget, såsom att sälja eller hyra ut det.
Tillsyn och reglering av transportsystemet: Transportstyrelsen ansvarar för tillsyn och reglering av Sveriges transportsystem, inklusive vägtrafik, järnväg, sjöfart och luftfart. Under krigstid intensifieras detta arbete för att säkerställa att transportinfrastrukturen förblir säker och operativ. Myndigheten kan genomföra inspektioner och, vid behov, förbjuda vidare resa om säkerheten är allvarligt åsidosatt.
Planering av myndighetens egen krisberedskap: Transportstyrelsen ska planera för sin egen krisberedskap och samverka med andra myndigheter, organisationer och näringslivet för att hantera kriser och höjd beredskap.
Samverkan inom beredskapssektorn transporter: Som en del av beredskapssektorn transporter samarbetar Transportstyrelsen med andra myndigheter, såsom Trafikverket, Luftfartsverket och Sjöfartsverket, för att säkerställa att transportsektorn upprätthåller samhällsviktiga transporter i alla samhällstillstånd, inklusive krig.
Genom dessa åtgärder bidrar Transportstyrelsen till att upprätthålla ett robust och fungerande transportsystem, vilket är avgörande för Sveriges försvarsförmåga och samhällssäkerhet under krig eller höjd beredskap.